# Heidi Blomstedt
Heidi Kristina Blomstedt (no.p. Sibelius; 20 de junio de 1911 en Järvenpää, Tuusula-3 de enero de 1982 en Helsinki) fue una diseñadora finlandesa.
Los padres de Blomstedt eran el compositor Jean Sibelius y su madre Aino Sibelius. Se graduó como ceramista en la Universidad de Arte y Diseño de Helsinki.
en 1932. Trabajó principalmente como ceramista de forma independiente con la excepción de un par de cortos períodos en la fábrica Arabian, en 1950 en la fábrica de cerámica de Uppsala-Ekebyn, así como la cooperación con Kupittaanpuisto Arcilla Ltd y la fábrica de vidrio de Kumela. Los objetos que fabricaba en Kupitta diferían de la producción fabricada de forma moderna. Pero estaban equilibrados por un menor uso de colores.
Su marido fue el arquitecto y profesor Aulis Blomstedt. Sus hijos son/fueron los arquitectos Severi Blomstedt (1946–) y Petri Blomstedt (1941-1997), el director de cine Anssi Blomstedt (1945–) y el pintor Juhana Blomstedt (1937-2010).